# Menahem Nahum Friedman
Menahem Nahum Friedman (n. 1823, Rujîn, Imperiul Rus – d. 28 noiembrie 1868, Iași, România) a fost un rabin din România, primul mare Rebbe al dinastiei hasidice Shtefanesht. Acesta a fost tatăl rabinului Abraham Matitiahu Friedman, care a fost succesorul său în funcția de lider al dinastiei.